# Mantophryne louisiadensis
Mantophryne louisiadensis es una especie de anfibios anuros de la familia Microhylidae.

## Distribución geográfica
Es endémica de las islas Vanatinai y Rossel, del archipiélago de las Luisiadas (Papúa Nueva Guinea).